# Karasjoks kommun
Karasjoks kommun (norska: Karasjok kommune, nordsamiska: Kárášjoga gielda, kvänska: Kaarasjoen kommuuni) är en kommun i Finnmark fylke i norra Norge.
Karasjoks kommun är Norges ytmässigt näst största kommun, efter grannkommunen Kautokeino kommun. Ungefär 80 % av kommunens invånare är nordsamisktalande, och samiska och norska är likställda som förvaltningsspråk. Kommunen ingår i förvaltningsområdet för samiska språk.
Kommunens centralort är tätorten Karasjok (nordsamiska: Kárášjohka, kvänska: Kaarasjoki), som är ett av de samiska politiska och kulturella centra, där bland annat Sámediggi / Sametinget har sitt säte.  Viktiga andra samiska institutioner är NRK Sápmi, det nationella museet De Samiske Samlinger och Samisk kunstnersenter. Där gavs också den samiskspråkiga tidningen Ávvir ut.
Karasjok har norskt köldrekord med −51,4 grader Celsius nyårsdagen 1886.

## Administrativ historik
Karasjoks kommun bildades 1866 genom en delning av Porsangers kommun, som då hette Kistrands kommun. 1988 fick Karasjoks kommun officiellt det samiska namnet Kárášjoga gielda.

## Befolkningsutveckling
| Befolkningsutvecklingen i Karasjoks kommun 1955–2020 | Befolkningsutvecklingen i Karasjoks kommun 1955–2020 | Befolkningsutvecklingen i Karasjoks kommun 1955–2020 | Befolkningsutvecklingen i Karasjoks kommun 1955–2020 | Befolkningsutvecklingen i Karasjoks kommun 1955–2020 |
| ---------------------------------------------------- | ---------------------------------------------------- | ---------------------------------------------------- | ---------------------------------------------------- | ---------------------------------------------------- |
|                                                      |                                                      |                                                      |                                                      |                                                      |
| År                                                   |                                                      |                                                      | Folkmängd                                            |                                                      |
| 1955                                                 | 1955                                                 |                                                      | 1 940                                                |                                                      |
| 1960                                                 | 1960                                                 |                                                      | 2 162                                                |                                                      |
| 1965                                                 | 1965                                                 |                                                      | 2 394                                                |                                                      |
| 1970                                                 | 1970                                                 |                                                      | 2 558                                                |                                                      |
| 1975                                                 | 1975                                                 |                                                      | 2 694                                                |                                                      |
| 1980                                                 | 1980                                                 |                                                      | 2 658                                                |                                                      |
| 1985                                                 | 1985                                                 |                                                      | 2 732                                                |                                                      |
| 1990                                                 | 1990                                                 |                                                      | 2 652                                                |                                                      |
| 1995                                                 | 1995                                                 |                                                      | 2 788                                                |                                                      |
| 2000                                                 | 2000                                                 |                                                      | 2 901                                                |                                                      |
| 2005                                                 | 2005                                                 |                                                      | 2 876                                                |                                                      |
| 2010                                                 | 2010                                                 |                                                      | 2 789                                                |                                                      |
| 2015                                                 | 2015                                                 |                                                      | 2 708                                                |                                                      |
| 2020                                                 | 2020                                                 |                                                      | 2 628                                                |                                                      |
| Anm: Uppgifterna avser förhållandena den 1 januari.  |                                                      |                                                      |                                                      |                                                      |

## Tätorter
I Karasjoks kommun finns en tätort:
- Karasjok (centralort)

## Socknar
Inom Norska kyrkan motsvaras Karasjoks kommun av Karasjoks  socken i Indre Finnmarks prosteri i Nord-Hålogalands stift.

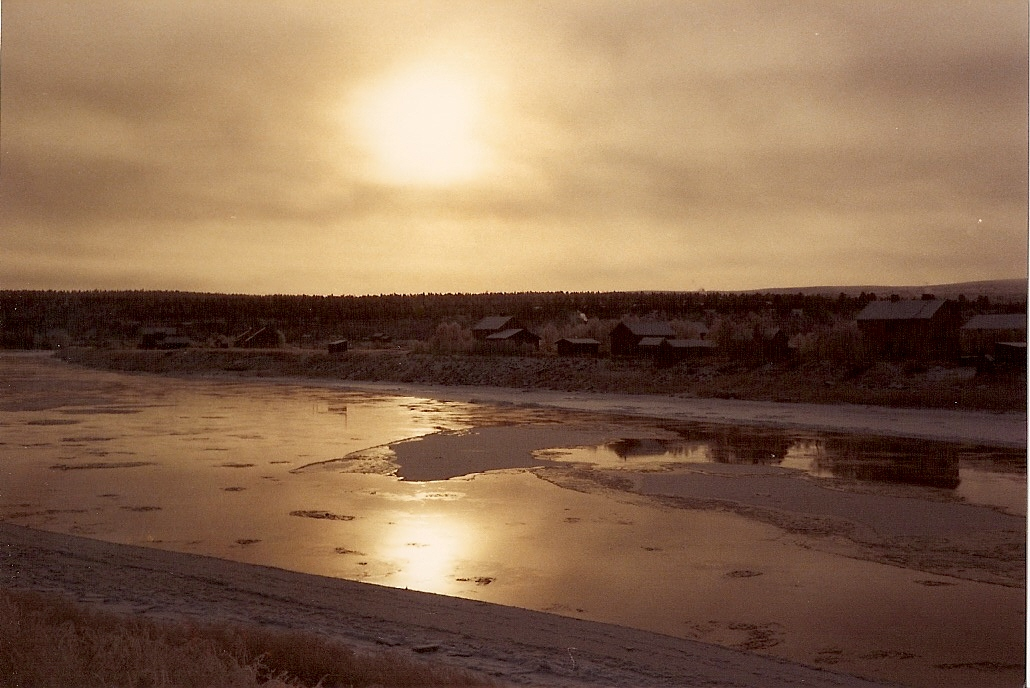
Älven Kárášjohka som rinner genom tätorten Karasjok.